# Il sole nero
Il sole nero è un film del 2007 diretto da Krzysztof Zanussi.
Il film, con protagonisti Valeria Golino, Kaspar Capparoni e Lorenzo Balducci, è stato girato fra Catania, Siracusa e Papigno.